# محله بازار مرغ

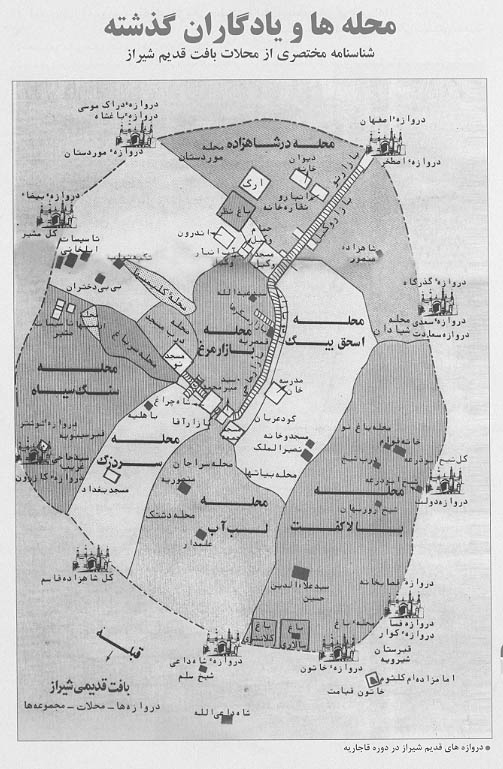
نقشۀ شیراز قدیم

محلۀ بازار مرغ، نام قدیمی‌ترین محلۀ شیراز قدیم می‌باشد. این محله اکنون در حرم شاهچراغ قرار دارد. این محله در اصل دو محله بوده یکی محلهٔ شاهچراغ و دیگری محلهٔ بازار مرغ، به مرور زمان قسمتی از این جزء محلهٔ شاهچراغ شد و فقط قسمتی از بازار مرغ فروشان و خانه‌های اطراف آن را محلهٔ بازار مرغ گفتند. بازار مرغ‌فروشان بازاری در حدود یک کیلومتر بود که سقف آن پوشیده و کف آن گود و نور آن بسیار کم و تاریک بوده‌است.

## بناهای شاخص محله
از بناهای شاخص محله می‌توان به حرم احمدبن موسی شاهچراغ، آرامگاه سید میرمحمد، مسجد جامع عتیق، مسجد نو، مسجد قدس، بازار حاجی، اردوبازار، سرای مشیر، بازار قیصریه، بازار مسگرها و مدرسۀ حکیم اشاره کرد.

## تقسیم‌بندی محلات شیراز قدیم
در کل محلات شیراز به دو دستۀ بزرگ حیدری و نعمتی تقسیم شده بودند. حیدری به محلاتی گفته می شد که افراد آن محلات، خود را پیرو سلطان حیدر که از مشایخ عرفان بود، می‌دانستند.
نعمتی به محلاتی اطلاقی می‌شد که ساکنان آن خود را پیرو شاه نعمت‌الله ولی که او نیز از بزرگ‌ترین و شاخص‌ترین عرفای عصر بود می‌دانستند. درگیری‌ها و مخاصماتی که بین این دو دسته در سال‌های متمادی صورت گرفته هنوز هم مورد بحث است و حتی به صورت ضرب‌المثل جنگ حیدری، نعمتی در زبان‌هاست.
پنج محلۀ اسحاق بیگ، محلۀ درب شاهزاده، محلۀ بالا کفت، محلۀ میدان شاه و محلۀ بازار مرغ را حیدری‌خانه و پنج محلهۀ سرباغ، محلۀ سنگ سیاه، محلۀ درب مسجد، محلۀ لب آب و محلۀ سر دزک را نعمتی‌خانه می گفتند. البته محلۀ ارمنی‌ها و محله کلیمی‌ها جزء محلات بی‌طرف بودند و کاری به درگیری‌ها و مخاصمات نداشتند.